# Rusk, Quận Burnett, Wisconsin
Rusk là một thị trấn thuộc quận Burnett, tiểu bang Wisconsin, Hoa Kỳ. Năm 2010, dân số của thị trấn này là 345 người.